# Jenny Powers
Jennifer Diana 'Jenny' Powers (Andover (Massachusetts), 29 augustus 1979) is een Amerikaanse actrice, zangeres en voormalig schoonheidskoningin.

## Biografie
Powers werd geboren in Andover (Massachusetts) in een gezin van drie kinderen. Zij studeerde af met een bachelor aan de Northwestern-universiteit in Evanston (Illinois). In 2000 won zij de schoonheidswedstrijd van de staat Illinois, hierna streed zij mee voor de titel Miss America wat zij niet won. Powers is overtuigd democraat en werd in 2000 door senator John Kerry gevraagd om het Amerikaans volkslied te zingen op het Nationaal Democratisch Conventie.
Powers begon in 2007 met acteren in de film I Think I Love My Wife, waarna zij nog meerdere rollen speelde in films en televisieseries.
Powers is naast actrice voor televisie ook actief in het theater. Zij heeft tweemaal opgetreden op Broadway, van 2007 tot en met 2009 speelde zij de rol van Betty Rizzo in de musical Grease en in 2005 speelde zij de rol van Meg en Clarissa in de musical Little Women.
Powers is in 2009 getrouwd met acteur Matt Cavenaugh.

## Filmografie

### Films
- 2009 Confessions of a Shopaholic - als assistente van Borders
- 2007 I Think I Love My Wife - als vrouw die fanatiek Screw You roept

### Teelvisieseries
Uitgezonderd eenmalige gastrollen.
- 2022 Fleishman Is in Trouble - als Miriam Rothberg - 6 afl.
- 2009 All My Children - als dr. Hines - 3 afl.